# Музаффар Али

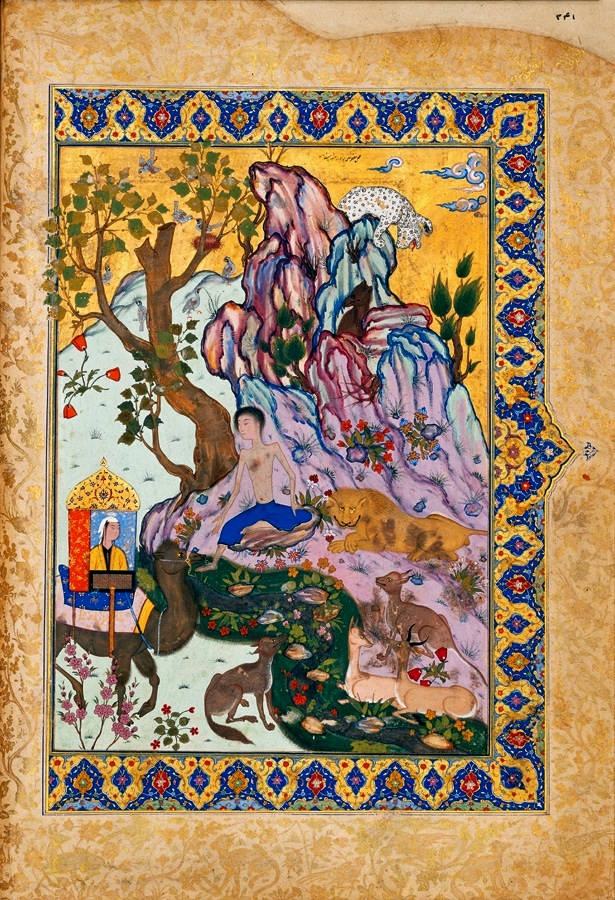
Музаффар Али. Миниатюра к поэме "Лейла и Меджнун". 1я пол. XVІв. Тегеран, Дворец Гулистан.

Музаффар Али (работал с конца 1520-х  по 1570-е гг., ум. ок. 1576 г. в Казвине) – персидский художник.
Сефевидский историк-хронист Кази Ахмед сообщает о нем следующее: «Мавлана Музаффар Али — племянник по сестре писца мавлана Рустам Али, уже упомянутого в числе мастеров насталика. Его отец был хорошим учеником мастера Бехзада. Он в конце концов преуспел так, что люди сравнивали его с Бехзадом; кроме изображения он и в каллиграфической копировке имел удивительнейший почерк, хорошо писал почерком насталик, прекрасно делал розбрызг и орнаментировку». Из этой краткой характеристики понятно, что Музаффар Али был не только художником-миниатюристом, но также прекрасным каллиграфом (а искусство каллиграфии ценилось на Востоке выше живописи), и кроме того иллюминатором, делавшим орнаментальные маргиналии на полях миниатюр, и украшавшим их золотыми брызгами. Известно также, что он был поэтом, писавшим неплохие стихи.
Музаффар Али родился в семье художника Хайдара Али, который был близок с Бехзадом и многому у него научился. Художник начал свою творческую карьеру в то время, когда Бехзад уже был прославленным мастером, и не просто руководил шахской китабхане в Тебризе, но указом шаха был назначен кем-то вроде «министра по делам искусства». Молодой художник учился на произведениях Бехзада, а его живописная манера пришлась по вкусу шаху Тахмаспу I. Это обеспечило Музаффару Али участие во всех крупных шахских заказах – большом «Шахнаме» Фирдоуси, над которым лучшие художники шахской китабхане работали приблизительно в 1525-35 годах (258 больших миниатюр, ныне рассредоточенных в разных музеях и коллекциях мира), и в прославленном «Хамсе» Низами (1539-43гг, Лондон, Британская библиотека). 

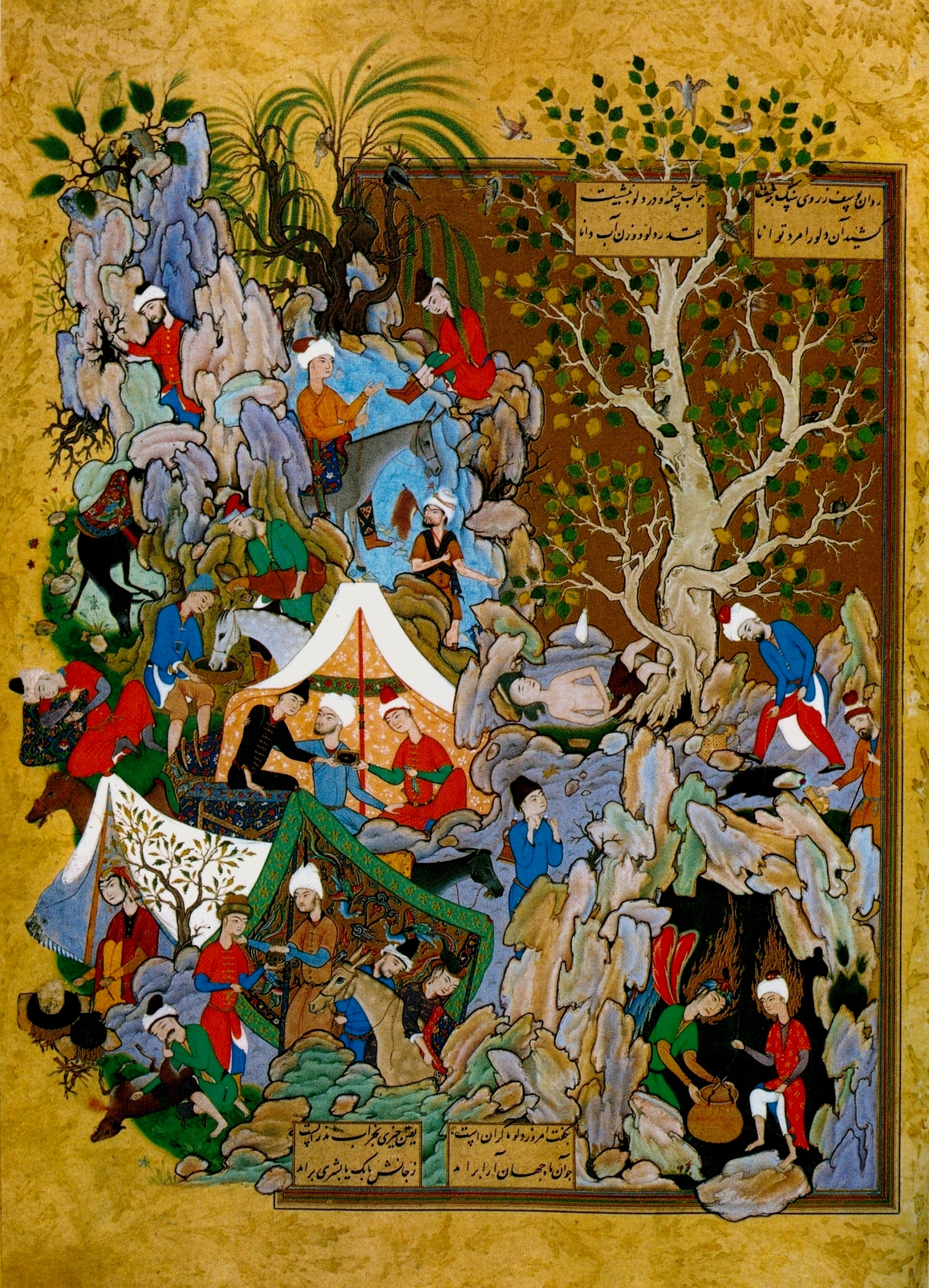
Музаффар Али. Юсуф выбирается из колодца. "Семь престолов" Джами. 1539-43гг., Галерея Фрир, Вашингтон.

Однако позднее, когда в 1540-50х годах шах Тахмасп потерял интерес к книжной миниатюре, Музаффар Али, судя по всему, перешел на службу к его племяннику, губернатору Мешхеда Султану Ибрагиму Мирзе, приняв участие в иллюстрировании еще одного книжного шедевра – рукописи «Семь престолов» (Хафт Ауранг) поэта Джами (1556-65гг, Вашингтон, Галерея Фрир). Наряду с Музаффаром Али над книгой работали шесть художников, и среди них Мирза Али и Шейх Мухаммад. Одна из лучших миниатюр этого манускрипта – работа Музаффара Али «Юсуф выбирается из колодца» на сюжет из поэмы «Юсуф и Зулейха». Юсуф (библейский Иосиф) стал героем поэмы Джами, сочинившим по библейским мотивам совершенно оригинальное произведение. На миниатюре изображен момент, когда, сброшенному братьями в колодец Юсуфу, приходит на помощь архангел Джибраил (Гавриил), и предлагает забраться в кувшин, к которому привязана веревка. Однако, эта сцена занимает лишь угол композиции, на всем остальном поле миниатюры развернуто изображение привала купеческого каравана (именно сердобольный купец Малик из проходившего мимо каравана спас Юсуфа), и различных бытовых сценок, среди которых можно видеть две гомоэротического содержания, которые как будто подтверждают мнение некоторых ученых о том, что в сефевидской Персии нравы в этом отношении недалеко ушли от древнегреческих.

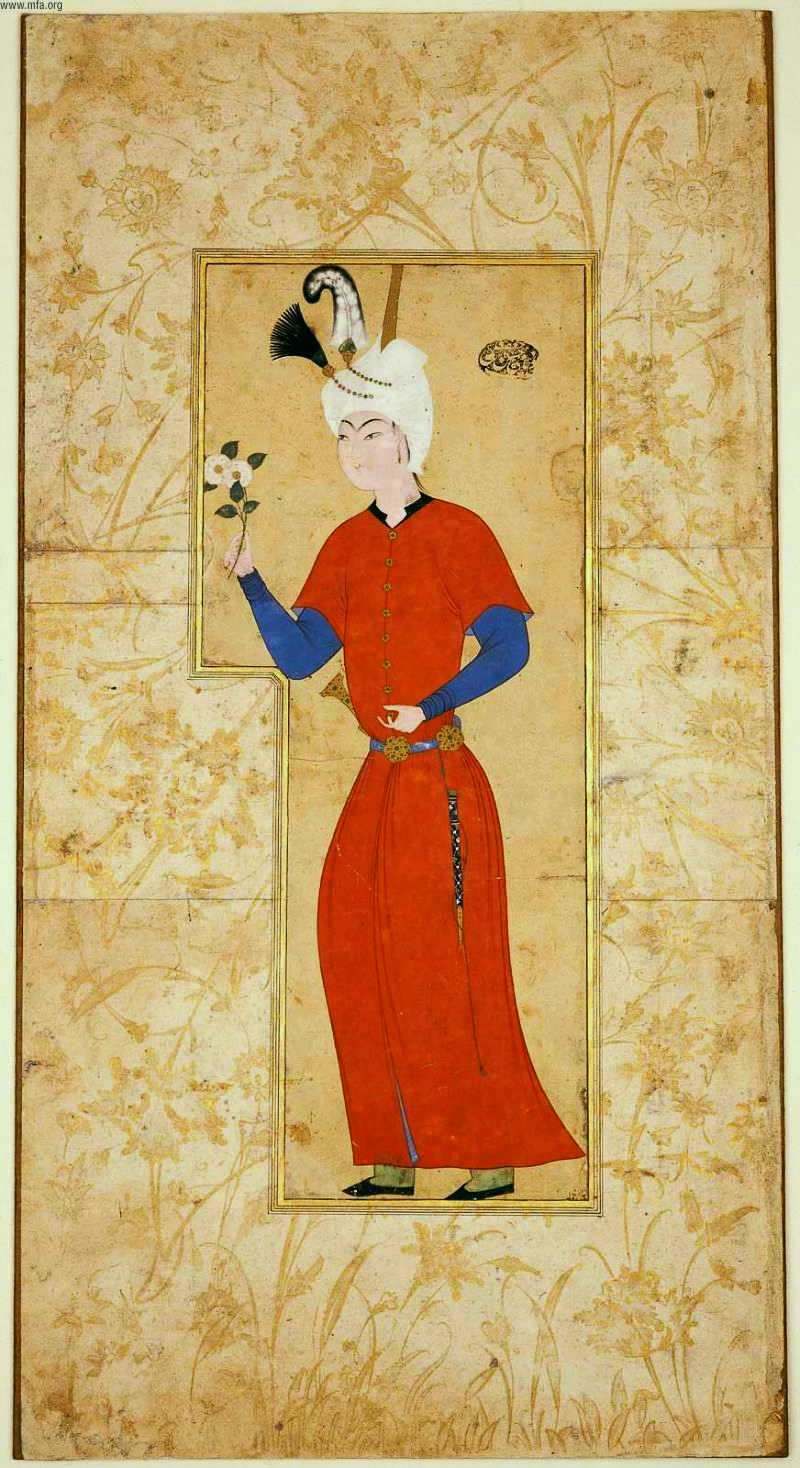
Музаффар Али. "Портрет юного принца с цветами" сер. XVІв., Бостон, МИИ.

После того, как в результате изнурительных войн с османами шах Тахмасп перевел столицу подальше от границы с ними, в город Казвин, Музаффар Али последовал за шахом туда. Тахмасп по-прежнему считал художника лучшим среди своих мастеров, поэтому, построив в Казвине новый дворец Чихиль Сутун (Сорок колонн), роспись залов доверил именно ему. Кроме миниатюр и стенных росписей Музаффар Али создавал портреты на отдельных листах. К таким относится «Портрет юного принца с цветами» из бостонского Музея изящных искусств.
Учитывая особое отношение Тахмаспа к художнику, можно предположить, что Музаффар Али работал в казвинской китабхане шаха до самых преклонных лет. Исследователи считают, что мастер скончался около 1576 года, то есть незадолго до смерти шаха Тахмаспа I, или вскоре после неё.